# Front-end och back-end
Front-end och back-end är begrepp som används inom informationsteknik för att beteckna den bearbetning som sker av eller nära användaren (användargränssnittsorienterad bearbetning – front-end) och själva basbearbetningen (ofta på servernivå – back-end).
I modern datateknik associeras ofta front-end med webbaserade mjukvarumoduler baserade på HTML, CSS och JavaScript, där utvecklarna av dessa delar kallas webbutvecklare eller webbdesigners. 
Sättet att bygga upp datorsystem enligt front-end och back-end kallas också two-tier architecture.